# 死海文書

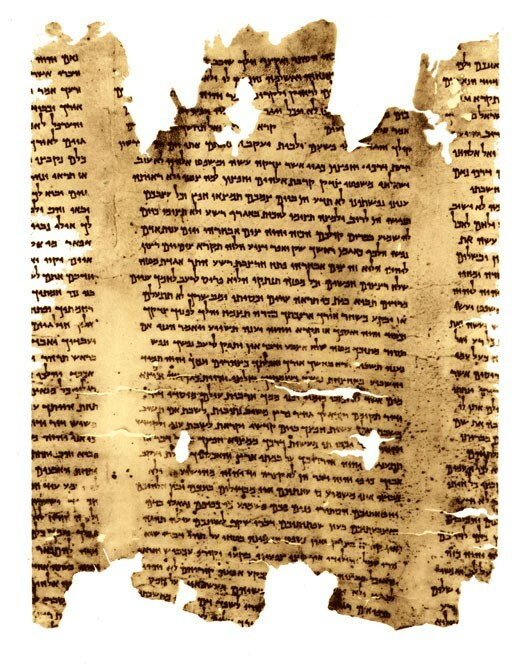
第一洞窟から見つかったイザヤ書の第二の写本 (1QIsab)

死海文書（しかいぶんしょ/しかいもんじょ、英語: Dead Sea Scrolls）、あるいは死海写本（しかいしゃほん）は、1947年以降死海の北西（ヨルダン川西岸地区）にあるクムラン洞窟などで発見された972の写本群の総称。主にヘブライ語聖書（旧約聖書）と聖書関連の文書からなっている。死海文書の発見場所は1947年当時イギリス委任統治領であったが、現在ではヨルダン川西岸地区に属している。「二十世紀最大の考古学的発見」ともいわれる。なお、広義に死海文書という場合、クムランだけでなく20世紀後半の調査によってマサダやエン・ゲディ近くのナハル・ヘベルの洞窟から見つかった文書断片なども含むので、文書数には幅が生じる。
死海文書はヘブライ語聖書の最古の写本を含んでいて、宗教的にも歴史的にも大きな意味を持ち、第二神殿時代後期のユダヤ教の実情をうかがわせるものでもある。文書は大部分がヘブライ語で書かれており、2割ほどのアラム語文書と、ごくわずかなギリシア語文書およびアラム語の方言であるナバテア語の文書を含んでいる。多くは羊皮紙であるが、一部は砂漠では生産されない牛皮であり、また一部パピルスもある。文書の成立は内容および書体の分析と放射性炭素年代測定、質量分析法などから紀元前250年ごろから紀元70年の間と考えられている。死海文書を記したグループ（以後、クムラン教団と呼ぶ）については、伝統的にエッセネ派と同定する意見が主流であるが、エルサレムのサドカイ派の祭司たちが書いた、あるいは未知のユダヤ教内グループによって書かれたとする意見もある。
死海文書の内容は大きく分けて3つに分類することができる。第1は「ヘブライ語聖書（旧約聖書）正典本文」（全体の4割）、第2は「旧約聖書外典」と「偽典」とよばれる文書群（エノク書、ヨベル書、トビト記、シラ書などでユダヤ教の聖書正典としては受け入れられなかったもの、全体の3割）、第3に「宗団文書」と呼ばれるもので、クムラン教団の規則や儀式書、『戦いの書』（1QM、1Q33、4Q285、11QSM）と呼ばれる書など（全体の3割）である。

## 歴史

### 発見と変転

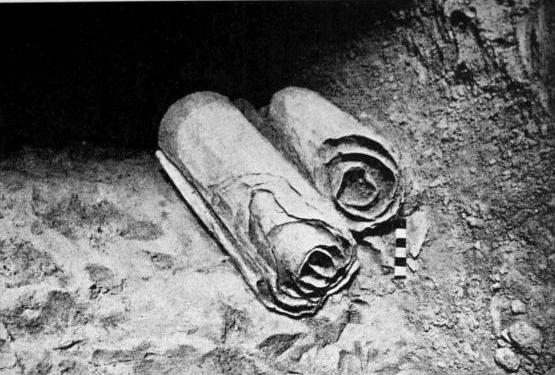
発見時の巻物の様子の再現

1946年の終わりから1947年の初めのいずれかの時期に、ベドウィンのターミレ族の羊飼いムハンマド・エッ・ディーブ（Muhammed edh-Dhib、「狼のムハンマド」の意）とその従兄弟が、ヒルベト・クムランと呼ばれる遺跡（遺跡自体は19世紀から知られていた）の近くの洞窟の中で、古代の巻物の入った壷を発見した。最初の発見に関しては、「子ヤギを追いかけていて、洞窟の中に石を投げ入れたところ、何かが割れる音がしたので入ってみた」などさまざまな逸話が語られるが、どこまでが真実かは、もはやわからない。
ベドウィンたちは、最初に見つけた4つの写本をベツレヘムの靴職人で古物も扱っていた「カンドー」ことハリル・イスカンダル・シャヒーン (Khalil Eskander Shahin) の元に持ち込んだ。自身もシリア正教徒だったカンドーは、古代シリア語の文書かと思い、これをシリア正教会聖マルコ修道院の院長で、後にアメリカで大主教になったマー・サムエル（Mar Samuel）に見せた。サムエルは、4つの写本（『イザヤ書』 (1QIsa)、『ハバクク書註解』、『共同体の規則』、『外典創世記』）を24パレスチナポンド（現在の価値で約100ドル）で買い取った。
同じころ、ヘブライ大学考古学教授エレアザル・スケーニク (Eleazer Sukenik) とビンヤミン・マザール (Benjamin Mazar) も、ベドウィンが発見した写本（続けて発見した3つの写本）をカンドーが入手したことを知り、命の危険をおかして（当時アラブ人地区だった）ベツレヘムに赴き、1947年11月29日にカンドーから『戦いの書』、『感謝の詩篇』と『イザヤ書』断片 (1QIsb) の三つを買い取った。ここで、スケーニクは、あと4つの写本をサムエルが持っていることを知る。
1948年1月、スケーニクとマザールはサムエルと接触し、4つの写本の購入を図ったが話はまとまらなかった。サムエルは、第三者の評価によって写本の真価を知るために、アメリカ・オリエント学研究所 (American Schools of Oriental Research、略称：ASOR) の研究者だったジョン・トレヴァー (John C. Trever) に写本を見せた。トレヴァーは、写本の書体や語法がナッシュ・パピルス（1898年にエジプトで発見された紀元前1世紀のものと思われる十戒を含むモーセ五書の抜書きの断片）のそれら書体や語法と非常によく似ているとサムエルに告げた。1948年2月21日、トレヴァーは、サムエルの持っていた写本（イザヤ書、共同体の規則、ハバクク書註解）を撮影したが、原本はその後のインクの変質によって見にくくなり、トレヴァーの写真のほうが読みやすくなっている。
1948年4月、トレヴァーとスケーニクによって、世界に「死海周辺で古代の写本発見」の第一報がもたらされた。当時知られていた旧約聖書の最古の写本（レニングラード写本）を約1,000年さかのぼる写本の発見は古代における旧約聖書の実情を示すものであり、イエス時代のユダヤ教の実態を知ることで、キリスト教誕生に関する新事実がわかるのではないかという期待が生まれた。
1948年5月に第一次中東戦争が勃発したが、サムエルは、写本を安全のためレバノンのベイルートに移していた。この後、サムエルは、写本をベイルートからアメリカ合衆国に移し、各地の大学や博物館などに買取りを打診してまわった。しかし、そもそも本物かどうかわからないという点と、もし本物だとしたら国宝級のものであり、所有権をめぐって国家間トラブルの招来が予想されることの二点を理由に、各地の施設が購入に二の足を踏んだ。最終的に、サムエルは、1954年6月1日のウォール・ストリート・ジャーナル紙に写本売り出しの広告を出した。そこには、「売り希望。四つの死海文書。少なくとも紀元前200年ごろにさかのぼる聖書テキスト。個人・団体を問わず教育機関や宗教施設に最高の贈り物」と書かれていた。写本は、イスラエル政府の意を受けたマザール教授とスケーニクの息子イガエル・ヤディンが25万USドル（現在の価値で200万ドル以上）で匿名購入した。こうして、イスラエルは、最初の七つの写本を全て入手した。ヤディンは、1967年の第三次中東戦争時には、ベツレヘムのカンドーの自宅から第11洞窟から出た『神殿の巻物』を回収している。

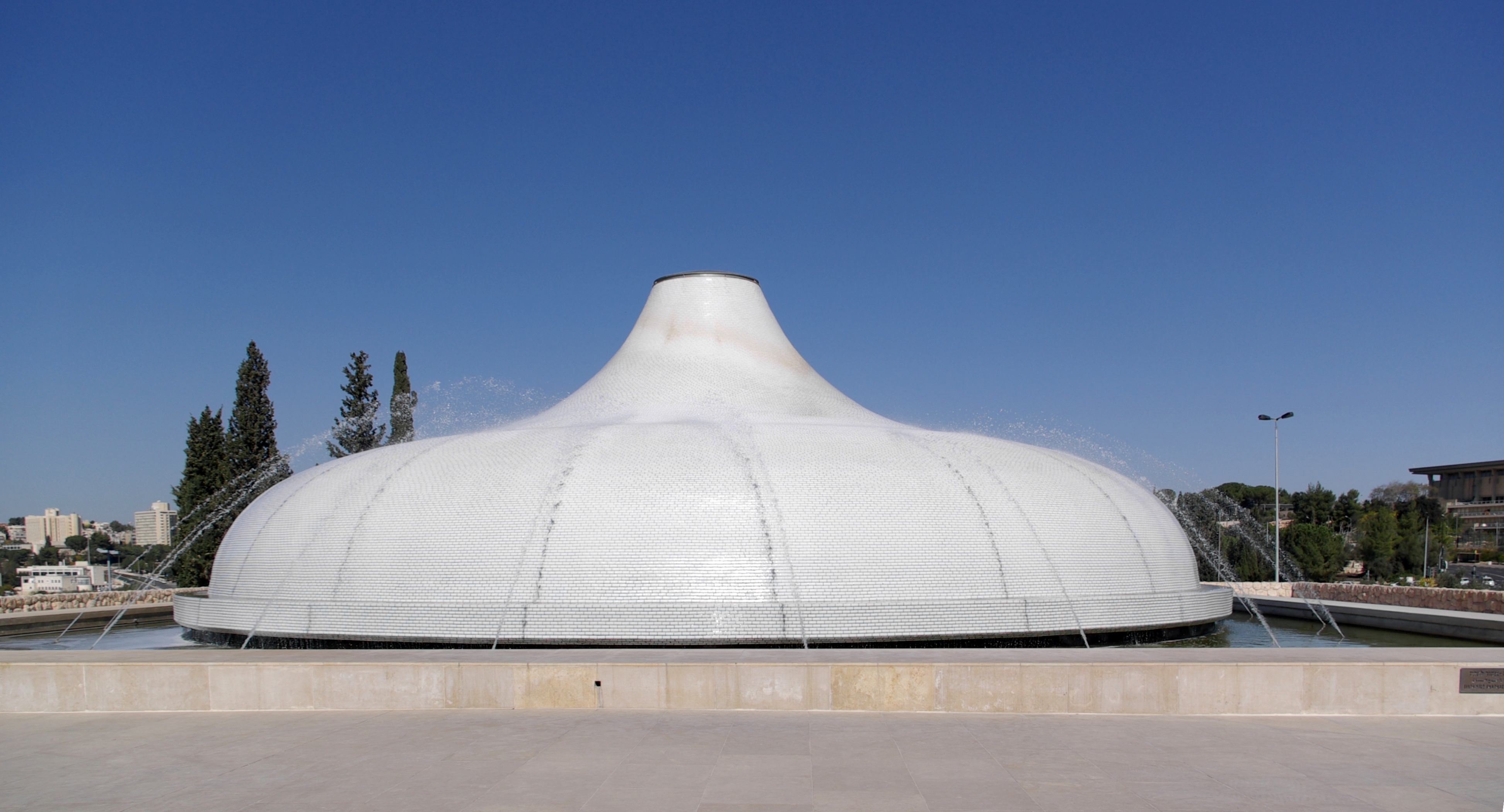
イスラエルにある聖書館

最初に出土した7つの写本は、エルサレムのパレスティナ考古学博物館（現名称：ロックフェラー博物館）に入った。同博物館は、当時フランス・アメリカ・イギリスの各国政府が共同で運営していた。1961年、死海文書が出土したヨルダンが、死海文書はヨルダンの財産であるとし、1966年には考古学博物館も国有化した。イスラエルは、1967年の第三次中東戦争の後で考古学博物館にあった死海文書を回収し、イスラエル博物館内に新しく作られた「聖書館」 (Shrine of the Book) に移した。ヨルダン政府による死海文書返還要求は、以後も繰り返されている。

### 研究の開始とその進展

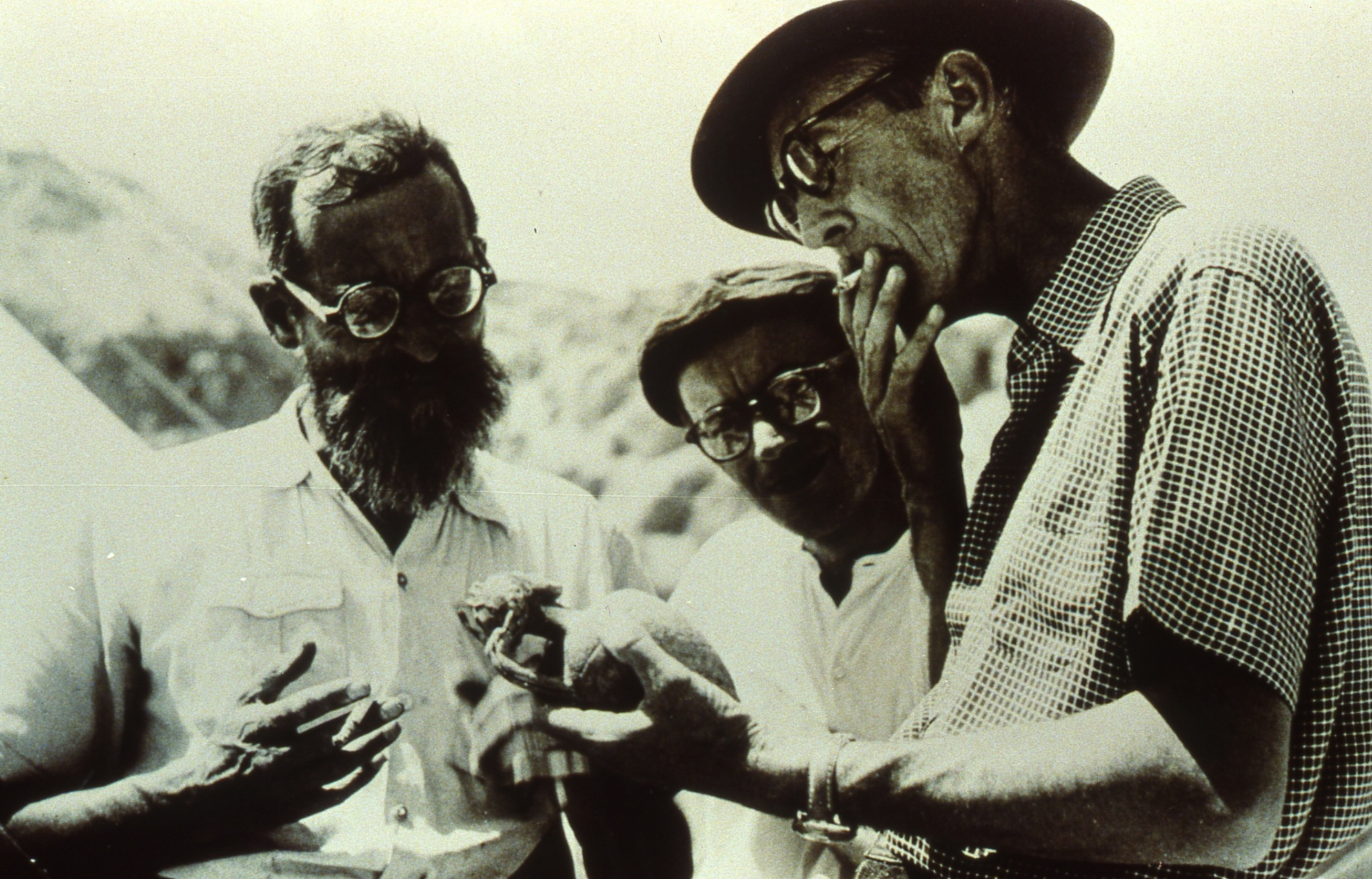
発掘調査中のロラン・ド・ヴォー（左）とハーディング（右）

1947年の写本発見から2年がたっても、研究者たちは、写本の出所である洞窟の発見にすら至っていなかったが、国連休戦監視部隊のベルギー人将校フィリップ・リッペンス (Phillip Lippens) 大尉らが、ベドウィンから情報を得て洞窟（第1洞窟）を発見した（1949年1月28日）。委任統治領時代にイギリスによって設立されたヨルダン考古局 (Jordanian Department of Antiquities) の長官ジェラルド・ランケスター・ハーディング (Gerald Lankester Harding) は、同地域の考古学遺跡を管轄していたため、このニュースを聞いてクムランの洞窟探索を企画し、エルサレム・フランス聖書考古学学院 (École Biblique) の所長で、ヘブライ語聖書の専門家のドミニコ会司祭ロラン・ド・ヴォー (Roland De Vaux) を誘った。1949年2月から3月にかけて二人の指揮のもと、アメリカ・オリエント学研究所も協力して第1洞窟が調査され、残っていた数百の写本断片が回収された。

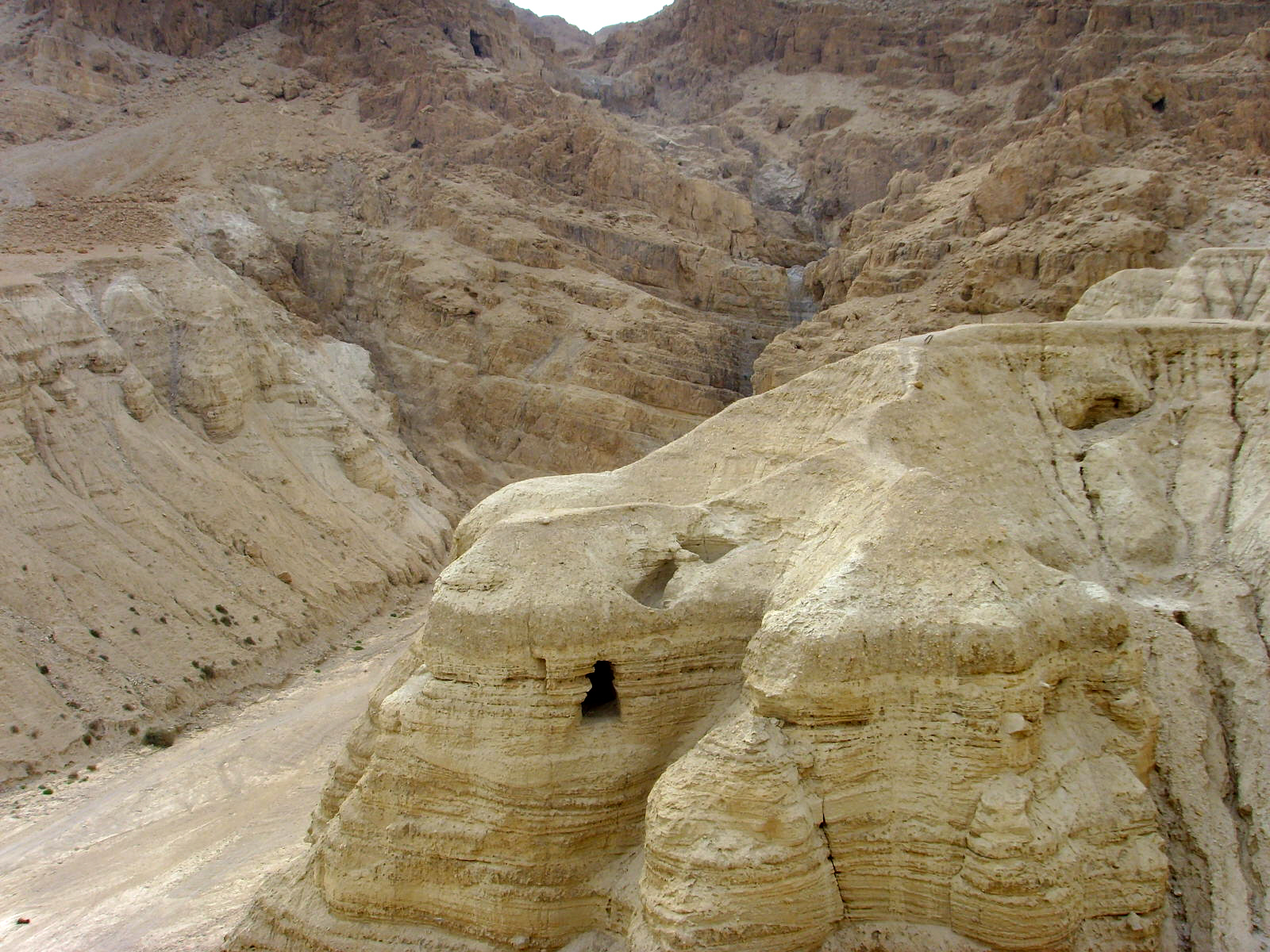
文書が発見されたクムラン第四洞窟

その頃、ベドウィンたちも周辺の洞窟の探索を続け、考古学者たちを出し抜くようにさらなる写本を発見する。1952年に新たな写本が市場にでたことから、ド・ヴォーの指揮下でフランスとアメリカの考古学者たちが共同で周辺の洞窟群を調査、新たに5つの洞窟（第2〜第6洞窟）から写本を回収した。第3洞窟から発見された異色の発見物は「銅の巻物」と呼ばれるもので、その名のとおり薄い銅版に文字を刻んで巻物のように丸めたものであった（銅の巻物には金を含む財宝の隠し場所が記されていて話題となったが、巻物に記された「財宝」は一つも発見されていない）。また第4洞窟からは膨大な量の断片が発見され、それらをつなぎあわせて600の巻物が復元された。これは死海文書の実に4分の3にあたる。以後、ヒルベト・クムラン遺跡を含めて、周辺の調査が続けられたが、洞窟からの写本の発見は1956年の第11洞窟の発見が最後になった。
死海文書の研究は、特定の教派によらない超教派による国際的な委員会によって行われることになった。ド・ヴォーが委員会のリーダーになり、ヨゼフ・タデウス・ミリク（Josef Tadeus Milik、ポーランド、カトリック司祭（後に還俗）、文献学）、パトリック・スキーハン（Patrick Skehan、アメリカ、カトリック司祭、聖書学）、ジャン・スタルキー（Jean Starcky、フランス、カトリック司祭、アラム語研究、パリ国立科学研究センター）、モーリス・ベイェ（Maurice Baillet、フランス、カトリック司祭、パリ国立科学研究センター）、フランク・ムーア・クロス（Frank Moore Cross Jr、アメリカ、プロテスタント長老派、後にハーバード大学教授）、クラウス・フンツィンガー（Klaus Hunzinger、ドイツ、プロテスタント（ルター派）、ゲッティンゲン大学）、ジョン・アレグロ（John Marco Allegro、イギリス、メソジスト派（のちに無神論者）、オックスフォード大学）、ジョン・ストラグネル（John Strugnell、イギリス、英国国教会、後にハーバード大学）、そして後にド・ヴォーの後継者に指名されるピエール・ベノワ（Pièrre Benoit、フランス、カトリック司祭（ドミニコ会））といった気鋭の学者たちが集結した。委員会の研究成果は『ユダの荒野の発見物』（Discoveries In The Judaean Desert、DJDと称す）叢書としてオックスフォード大学出版局から出版されることになった。
1951年にはド・ヴォーの指揮によるヒルベト・クムランの本格的な発掘調査も開始された（簡単な調査に限っていえば1949年に一度行われている）。調査チームはそこで洞窟にあったものと同じタイプの壷を発見し、ド・ヴォーは死海文書を作ったのがクムラン教団であることを確信した。調査は1956年まで断続的に続けられたが、第二次中東戦争の勃発（1956年10月29日）によって中止された。遺跡の最後の調査は1958年に行われている。

### 写本への疑義
死海文書の価値に関して学者たちは当初から認めていたわけではなく、調査の結果を待って静観の姿勢をとるものが多かった。研究の初期に死海文書への疑義を積極的に表明したのは、フィラデルフィアのドロプシー大学教授ソロモン・ザイトリン (Solomon Zeitlin) であった。彼はラビ文献の専門家であったが、写本が偽作で金目当てに捏造されたものだと訴えた。またイギリス人学者のゴドフリー・ドライバー (Godfrey Driver) も写本が紀元5世紀のものであると判断したが、後にこれを撤回し、紀元1世紀のものであるという説に同意している。写本の研究が進むにしたがって1世紀ごろの成立ということに関しては多くの学者たちの認めるところとなっていった。

### 最初の出版と委員会の「停滞」

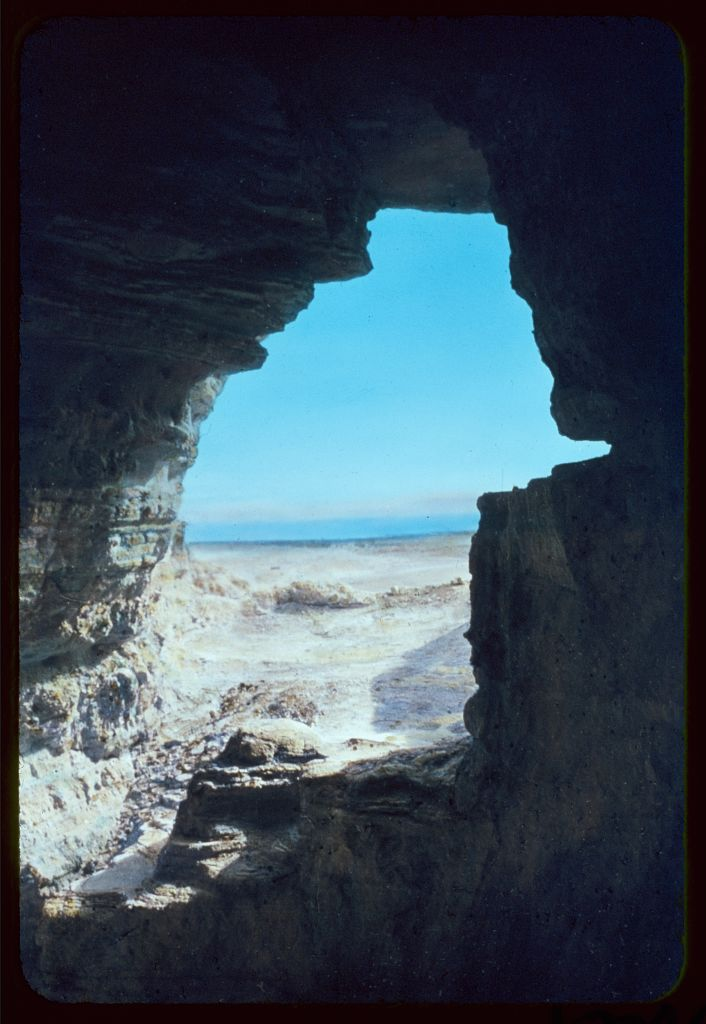
クムラン洞窟より望む死海

早くも1950年には最初の死海文書の公刊が行われた。ジョン・トレヴァーと2人のアメリカ人研究者ミラー・バロウズ (Millar Burrows)、ウィリアム・ブラウンリー (William Brownlee) の名義で『イザヤ書』、『ハバクク書註解』、続けて『共同体の規則（宗規要覧）』が出版された。さらにスケーニクの監修した『イザヤ書』の第二の巻物、『感謝の詩篇』、『戦いの書』が（スケーニクの死後の）1955年にヘブライ語版と英語版で出版された。『外典創世記』もスケーニクの息子イガエル・ヤディンの努力によって1956年に出版された。ド・ヴォー率いる委員会もDJD（『ユダの荒野の発見物』叢書）第一巻を1955年に世に問うた。こうして1956年までに第1洞窟から発見されたすべての写本の内容が明らかにされた。最初に発見された写本群が迅速に出版されたのを見て、世の研究者たちは残りの写本に関しても国際委員会が迅速に公刊してくれるだろうと期待を抱いたが、その期待は完全に裏切られることになる。
委員会によるDJD（『ユダの荒野の発見物』叢書）は第1巻（1955年）、第2巻（1961年）、第3巻（1962年）、第4巻（1965年）、第5巻（1968年）と続けて出版され、第6巻（1977年）と第7巻（1982年）が思い出したように出版されたが、その作業は1960年代以降、遅々として進まなかった。その最大の理由は、第1洞窟から発見された写本がほぼ完全な形を保っていた（ので公刊もスムーズに行われた）のに対し、それ以外の洞窟から発見された写本は（第11洞窟から出た『神殿の巻物』を唯一の例外として）ほとんどが膨大な量の断片であり、再構成にかかる時間が膨大なものであったことによる（特に第4洞窟からは大量の文書が出たが、ほとんどが断片であったため、第4洞窟の文書の内容はなかなか明らかにされなかった）。また、リーダーのド・ヴォーが「委員会による公刊まで写本の内容を明かさない」よう委員たちに求めたことが、国際的な非難を受けることになった。
肝心の委員会の中からも不協和音が聞こえるようになる。1956年に委員のジョン・アレグロがBBCの放送で「銅の巻物」の内容に言及し、ヨルダン考古局と共同して『銅の巻物の宝物』という著作を1960年に委員会の許可を得ずに出版した。後にアレグロはこの「財宝」探索に乗り出す。さらにアレグロはソルボンヌ大学教授アンドレ・デュポン・ソメール (André Dupont-Sommer) の感化を受けて「死海文書の内容がキリスト教の起源に関する重大な発見をもたらす」ものだと主張するようになる。1956年1月BBCのラジオ放送でアレグロは「死海文書の中に「義の教師なる人物がアレクサンドロス・ヤンナイオスによって捕らえられ、十字架にかけられ、弟子によっておろされ、その遺体が再臨の日まで守られること」が書かれており、これこそがキリスト教のルーツである」と述べ、大反響を巻き起こした。3月16日にド・ヴォーと委員会はタイムズ紙に反論を掲載、そのような記述が死海文書にはないことを明らかにした。後にアレグロ本人も「自分の推論」と認めている。アレグロは1970年にはユダヤ教やキリスト教が幻覚剤であるベニテングタケの効果によって生まれたことを述べた『聖なるきのこと十字架』を出版して以降、学者として認められなくなった。しかし、アレグロの主張はその後の死海文書をめぐる「カトリック教会の陰謀論」の原型として利用されることになる。
1967年の第三次中東戦争によって中東の政治情勢が大きく変化したことが、死海文書の研究継続に打撃を与えた。エルサレムとクムラン周辺がイスラエルの勢力下に入り、アメリカやイギリスの外交筋がエルサレムにおける紛争解決の日まで、一切の考古学的調査を控えるようにという要請を行った。これを受けてド・ヴォーのチームは活動を休止した。1971年にド・ヴォーが世を去ると、報告書の出版は細々と続けられたものの、死海文書の研究が著しく妨げられることになった。

### 研究の転機

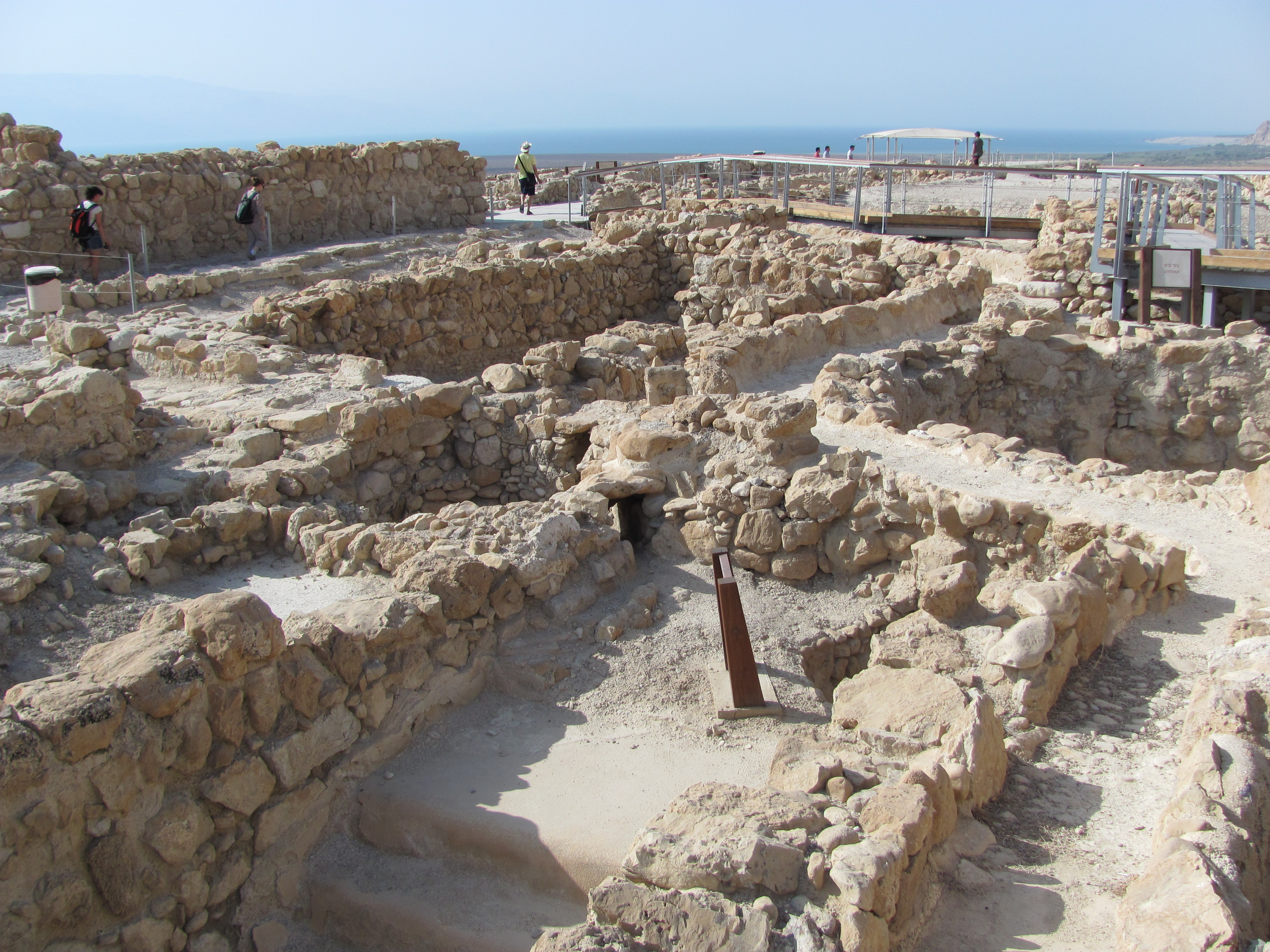
クムラン遺跡

死去したド・ヴォーの後を継いで1972年にピエール・ベノワが委員会のリーダーになると、作業の遅れが公然と非難されるようになる。1972年8月9日付の『ニューヨーク・タイムズ』は死海文書を特集し、その中で新しい編集主幹は公刊の遅れによる「民衆の怒りを避けるよう」努力することを薦めた。しかし、ベノワが委員会の代表をつとめていた12年の間に出版されたのはわずか2冊のDJDだけであった。ベノワは健康上の問題を理由に1984年に辞任、ジョン・ストラグネルが後を継いだが、その頃には委員会はメンバーが亡くなったり、辞任したりで人材が枯渇しており、委員会の実務能力はないに等しかった。
1987年は死海文書発見40周年の記念であったため、各国から死海文書研究と原典公刊の遅延を非難する声が再び巻き起こった（特に第4洞窟の文書の内容がまったく明らかにされていないことに世論の不満が高かった）。これを受けてフランス聖書・考古学研究所はジャン・バッティスト・アンベール (Jean-Baptiste Humbert) をリーダーにした調査チームを立ち上げ、ド・ヴォーが残した死海文書とクムラン遺跡に関する膨大な調査記録の編纂を開始した（ド・ヴォーはクムラン遺跡発掘の報告書をまったく出版できずに世を去っていた）。
さらに死海文書を管理していたイスラエル古代遺跡管理局 (Israel Antiquities Authority, IAA) が、不適任という理由で1990年にストラグネルを委員会から外し、ヘブライ大学教授エマニュエル・トーヴ (Emanuel Tov) を新しい委員長に任命した。トーヴは手始めに委員会の人数を60名に増員し、世界中から優れた学者たちを招聘した。トーヴの強力なリーダーシップのもと、世界が待ち望んでいた死海文書の公刊は急速に進展することになる。一方でトーヴはド・ヴォーの「公刊されるまで委員会以外に文書の内容を示さない」というルールを継承しようとしていた。しかし、1991年9月4日にアメリカのオハイオ州シンシナティにあるヒブル・ユニオン・カレッジに保管されていた死海文書の写真が『死海巻物未公刊本文予備版』と題して出版された。これを受けて、9月22日にはカリフォルニア州パサデナにあったハンティントン・ライブラリーも保管していた死海文書の写真版の公開を決定。イスラエル古代遺跡管理局 (IAA) は当初法廷闘争を企図したが、世論に配慮して方向転換し、9月25日に「死海文書の写真の自由な利用を認める」旨を発表した。最初の発見から44年をへて、初めて死海文書の全容が世界に示された（これらの死海文書の写真は、中東戦争時に損傷を恐れてアメリカで保管されていたものだった）。

### 「カトリック教会の陰謀」論の虚偽
1991年にイギリスの作家マイケル・ベイジェントとリチャード・リーが『死海文書の謎』（英語: The Dead Sea Scrolls Deception）を出版し、死海文書の出版が進まないのはカトリック教会（バチカン）の陰謀であると主張した。同書によれば委員長のド・ヴォーはバチカンから「写本の年代を紀元前2世紀として新約聖書の成立年代から極力離すこと」と「カトリック教会の教義をおびやかす内容がある場合、決して公表させないこと」という2つの指令を受けていたとしている。
「カトリック教会の陰謀」というテーマで一般受けした同書ではあるが、学術的にはまったく意味のないものである。オックスフォード大学の死海文書研究者ゲザ・ヴァーメシ (Geza Vermesh) は成立年代に関しては非カトリックの学者たちによっても広く認められていること、委員の中にはカトリック教会と無関係の者も多く、ド・ヴォーのそのような指示があったとしても従う義理のないものが多いこと、最終的にすべての写本の内容が公開されているが、キリスト教もユダヤ教もどちらに関してもその土台をゆるがすような記述は何もないことなどをあげて、まったくのナンセンスと論破している。ノートルダム大学の教授で死海文書の研究家ジェイムス・ヴァンダーカム (James VanderKam) もベイジェントとリーの著作について「死海文書のすべての巻物を利用することのできる今、誰もそこにキリスト教にダメージを与えたりするものや、バチカンが隠蔽しようとしたものを見出すことはできないでいる」と述べ、2人の陰謀説が「根も葉もない」もので、同書は「学問といかがわしさがこれほど奇怪に合体した書物を想像することは難しい」と切り捨てている。ベイジェントとリーは1982年にも『レンヌ＝ル＝シャトーの謎』 (The Holy Blood and the Holy Grail) を出版してカトリック教会の陰謀論を展開した（同書は後に『ダヴィンチ・コード』の原案となった）。

### 現状

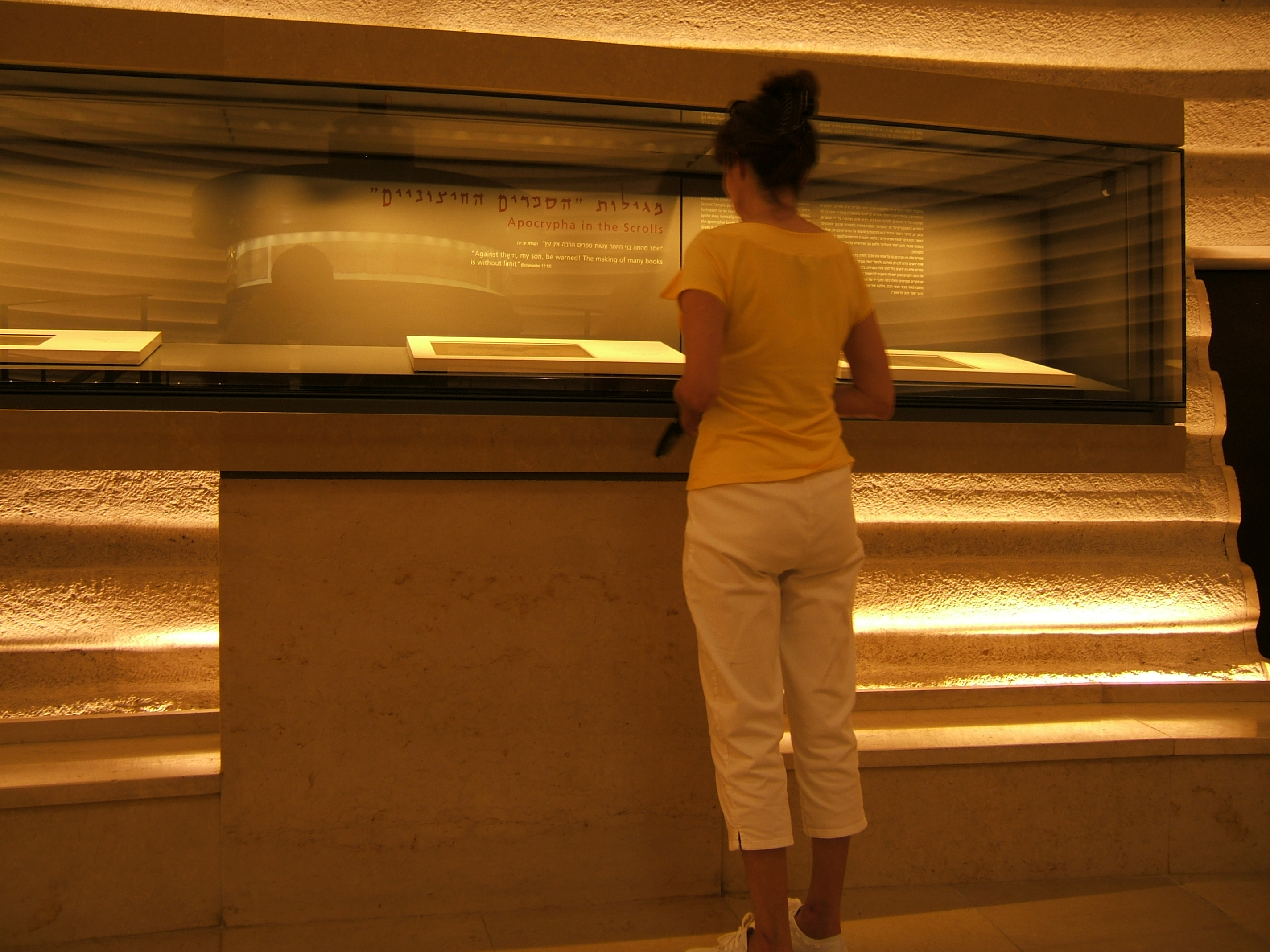
イスラエル博物館における死海文書の展示

1991年、ロバート・アイゼンマン (Robert Eisenman) とジェームズ・ロビンソン (James Robinson) の監修によってハンティントン・ライブラリー所蔵の写真が『写真版死海巻物』 (A Facsimile Edition of the Dead Sea Scrolls) として公刊され、1992年には新委員長のトーヴによって全てのクムラン資料のマイクロフィルム版が出版された。1997年にはオックスフォード大学出版局が全死海文書の写真デジタル版CDを出版、さらに2010年10月19日にはイスラエル考古学庁がグーグルと共同で全死海文書のデジタル写真をインターネット上で公開する計画を発表し、作業を進めている。
ド・ヴォー及びその後継者の下で遅々として進まなかったDJDの刊行（40年間でわずか7冊のみ）は、トーヴのもとで劇的に進行し、1995年から2000年までに第8巻から第38巻（5年間に30冊）が一挙に刊行された。第39巻は2002年、第40巻が2009年に出版されてようやく全作業が終了した。
死海文書は日本でも、2001年に東京オペラシティにおいて開催された「東京大聖書展」において公開された。2001年5月9日 - 14日には「神戸聖書展」（そごう神戸店本館）でも展示され、2万人以上が訪れた。
2021年にはユダヤ砂漠の「恐怖の洞窟」( 第8洞窟 )内で、新たに約2000年前のギリシア語聖書写本の断片が発見された。

## 洞窟と発見された写本の一覧
死海文書が発見されたクムラン周辺の洞窟群には発見順に番号がつけられている。第4洞窟と第7〜9洞窟はクムランに非常に近いが、第1、第3、第11洞窟はクムランから遠い場所にある。クムラン周辺には100以上の洞窟があるが、写本が発見された洞窟は全部で11である。以下に概要とそこからの出土品を示す。死海文書には断片にいたるまでほとんどすべてに整理記号がつけられている。たとえば「1QIsaa」とあれば、「クムランの第一洞窟 (1Q)」から出土した「イザヤ書 (Isa)」の「一つ目 (a)」という意味であり、「1QGen」（クムラン第一洞窟から出た創世記断片）は「1Q1」でもある。

### 第1洞窟

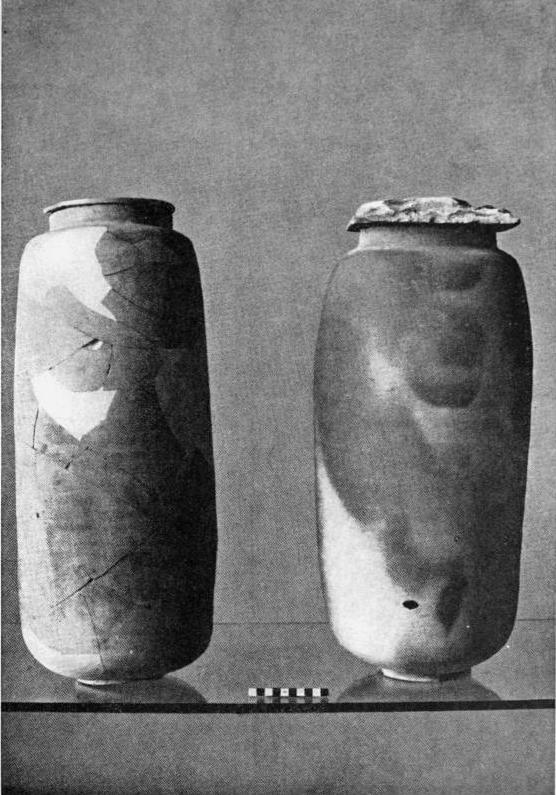
死海文書がおさめられていた壷

1947年に発見された最初の洞窟。七つの写本が発見された。二つの『イザヤ書』 (1AIsaa, 1AIsab)、『共同体の規則』 (1QS、1QSa)、『ハバクク書註解』 (1QpHab)、『戦いの書』 (1QM)、『感謝の詩篇』 (1QH)、『外典創世記』 (1QapGen)。そのほかに巻物を保管していた陶器の壷（クムランから出土したものと同型）、布切れ、写本の断片などが発見されている。
- 1QIsaa（イザヤ書）
- 1QIsab（イザヤ書）
- 1QS（共同体の規則（英語版）） cf. 4QSa-j = 4Q255-64, 5Q11
- 1QpHab（ハバクク書註解）
- 1QM（戦いの書） cf. 4Q491, 4Q493; 11Q14?
- 1QHa（感謝の詩篇）
- 1QapGen ar（外典創世記：アラム語）
- CTLevi ar（カイロ・ゲニザから発見されたレビの遺訓と同一文書：アラム語）
- 1QGen（創世記） = 1Q1
- 1QExod（出エジプト記） = 1Q2
- 1QpaleoLev（レビ記） = 1Q3
- 1QDeuta（申命記） = 1Q4
- 1QDeutb（申命記） = 1Q5
- 1QJudg（士師記） = 1Q6
- 1QSam（サムエル記） = 1Q7
- 1QIsab（1QIsabの断片） = 1Q8
- 1QEzek（エゼキエル書） = 1Q9
- 1QPsa（詩篇） = 1Q10
- 1QPsb（詩篇） = 1Q11
- 1QPsc（詩篇） = 1Q12
- 1QPhyl（フィラクテリーの58の断片） = 1Q13
- 1QpMic（ミカ書註解） = 1Q14
- 1QpZeph（ゼファニヤ書註解） = 1Q15
- 1QpPs（詩篇註解） = 1Q16
- 1QJuba（ヨベル書） = 1Q17
- 1QJubb（ヨベル書） = 1Q18
- 1QNoah（ノアテキスト） = 1Q19
- 1QapGen ar（外典創世記断片：アラム語） = 1Q20
- 1QTLevi ar（レビの遺訓：アラム語） = 1Q21
- 1QDM（モーセテキスト） = 1Q22
- 1QEnGiantsa ar（エノク書より巨人の書：アラム語） = 1Q23
- 1QEnGiantsb ar（エノク書より巨人の書：アラム語） = 1Q24
- 1Q25（外典預言書）
- 1Q26（指示）
- 1QMyst（秘儀） = 1Q27
- 1Q28（共同体の規則の断片）
- 1QSa（共同体の規則（英語版）） = 1Q28a
- 1QSb（祝福の規則（英語版）） = 1Q28b
- 1Q29（三つの炎のような舌の典礼書）
- 1Q30（典礼書）
- 1Q31（典礼書）
- 1QNJ ar（新しきエルサレム：アラム語） = 1Q32 cf. 11Q18 ar
- 1Q33（戦いの書（英語版）の断片）
- 1QLitPr（祭日の祈り） = 1Q34
- 1QHb（感謝の詩篇） = 1Q35
- 1Q36-40（賛歌の規則）
- 1Q41-70（解読不能）
- 1QDana（ダニエル書） = 1Q71
- 1QDanb（ダニエル書） = 1Q72

### 第2洞窟
1952年に発見。33の文書の断片が300ほど発見された。『ヨベル書』、『コヘレトの言葉』のヘブライ語原典を含む。
- 2QGen（創世記） = 2Q1
- 2QExoda（出エジプト記） = 2Q2
- 2QExodb（出エジプト記） = 2Q3
- 2QExodc（出エジプト記） = 2Q4
- 2QpaleoLev（レビ記：ヘブライ語古書体） = 2Q5
- 2QNuma（民数記） = 2Q6
- 2QNumb（民数記） = 2Q7
- 2QNumc（民数記） = 2Q8
- 2QNumd（民数記） = 2Q9
- 2QDeuta（申命記） = 2Q10
- 2QDeutb（申命記） = 2Q11
- 2QDeutc（申命記 10:8-12） = 2Q12
- 2QJer（エレミヤ書） = 2Q13
- 2QPs（詩篇） = 2Q14
- 2QJob（ヨブ記 33:28-30） = 2Q15
- 2QRutha（ルツ記） = 2Q16
- 2QRuthb（ルツ記） = 2Q17
- 2QSir（集会の書） = 2Q18
- 2QJuba（ヨベル書） = 2Q19
- 2QJubb（ヨベル書） = 2Q20
- 2QapMoses（モーセテキスト） = 2Q21
- 2QapDavid?（ダビデテキスト） = 2Q22
- 2QapProph（外典預言書） = 2Q23
- 2QNJ ar（新しきエルサレム：アラム語） = 2Q24 cf. 1Q32 ar, 11Q18 ar
- 2Q25（裁きの書）
- 2QEnGiants ar（エノク書より巨人の書：アラム語） = 2Q26 cf. 6Q8
- 2Q27-33（解読できないテキスト）

### 第3洞窟

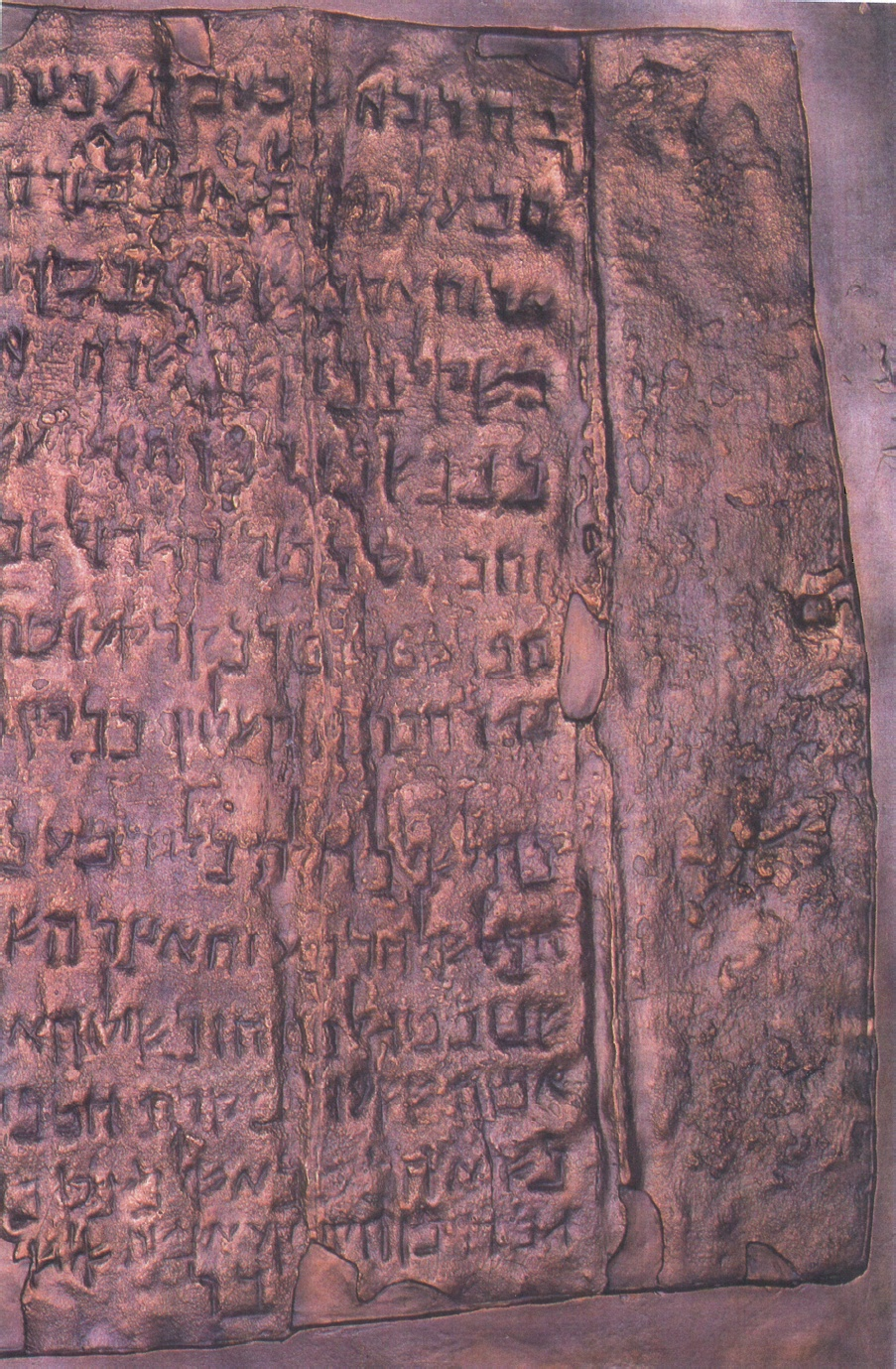
銅の巻物

1952年3月14日に考古学者たちが発見。『ヨベル書』を含む14の文書と『銅の巻物』という銅板に文字を刻み込んだものが発見されたことで有名。金や銀、銅などの隠し場所が記されている。
- 3QEzek（エゼキエル書 16:31-33） = 3Q1
- 3QPs（詩篇 2:6-7） = 3Q2
- 3QLam（哀歌） = 3Q3
- 3QpIsa（イザヤ書註解） = 3Q4
- 3QJub（ヨベル書） = 3Q5
- 3QHymn（賛歌） = 3Q6
- 3QTJudah?（ユダの遺訓） = 3Q7 cf. 4Q484, 4Q538
- 3Q8（未詳断片）
- 3Q9（集団規則の断片）
- 3Q10-11（未詳断片）
- 3Q12-13（未詳断片：アラム語）
- 3Q14（未詳断片）
- 3QCopper Scroll（銅の巻物） = 3Q15

### 第4洞窟

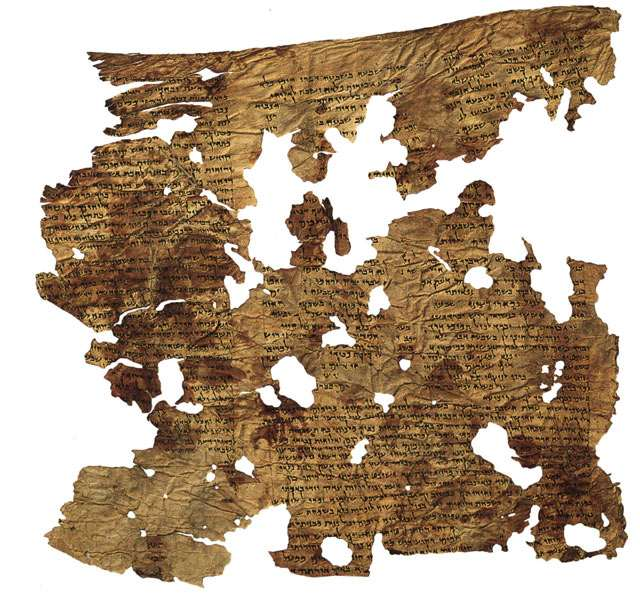
4Q403-安息日の犠牲の歌

1952年8月に発見され、9月22日〜29日に調査された。クムラン遺跡から見えるほど近く、クムランの洞窟群の中でもっとも多くの写本が発見された。洞窟内部は二つに仕切られていたが、写本はどちらから出てきたかわからないものもあるので基本的に「4Q」を付す。第4洞窟からは15,000の断片が発見され、500の写本が再構成された。その中には9-10部の『ヨベル書』、21のテフィリン (tefillin)、7部のメズゾット (mezuzot) が含まれていた。
- 4QGen-Exoda（創世記と出エジプト記） = 4Q12
- 4QGenb（創世記） = 4Q2
- 4QGenc（創世記） = 4Q3
- 4QGend（創世記 1:18-27） = 4Q4
- 4QGene（創世記） = 4Q5
- 4QGenf（創世記 48:1-11） = 4Q6
- 4QGeng（創世記） = 4Q7
- 4QGenh1（創世記 1:8-10） = 4Q8
- 4QGenh2（創世記 2:17-18） = 4Q8a
- 4QGenh-para（創世記 12:4-5の平行箇所） = 4Q8b
- 4QGenh-title（創世記） = 4Q8c
- 4QGenj（創世記） = 4Q9
- 4QGenk（創世記） = 4Q10
- 4QpaleoGen-Exodl（創世記と出エジプト記） = 4Q11
- 4QpaleoGenm（創世記：ヘブライ語古書体） = 4Q12
- 4QExodb（出エジプト記） = 4Q13
- 4QExodc（出エジプト記） = 4Q14
- 4QExodd（出エジプト記） = 4Q15
- 4QExode（出エジプト記 13:3-5） = 4Q16
- 4QExod-Levf（出エジプト記とレビ記） = 4Q17
- 4QExodg（出エジプト記 14:21-27） = 4Q18
- 4QExodh（出エジプト記 6:3-6） = 4Q19
- 4QExodj（出エジプト記） = 4Q20
- 4QExodk（出エジプト記 36:9-10） = 4Q21
- 4QpaleoExodm（出エジプト記：ヘブライ語古書体） = 4Q22
- 4QLev-Numa（レビ記と民数記） = 4Q23
- 4QLevb（レビ記） = 4Q24
- 4QLevc（レビ記） = 4Q25
- 4QLevd（レビ記） = 4Q26
- 4QLeve（レビ記） = 4Q26a
- 4QLevg（レビ記） = 4Q26b
- 4QNumb（民数記） = 4Q27
- 4Q41（英語版）
- 4QCantb（雅歌） = 4Q107
- 4QCantc（雅歌） = 4Q108
- 4Q112（ダニエル書）
- 4Q123（ホセア書）
- 4Q127（出エジプト記）
- 4Q128-148（テフィリン）
- 4Q156（レビ記のタルグム）
- 4Q157（ヨブ記のタルグム） = 4QtgJob
- 4QRPa（敷衍モーセ五書） = 4Q158
- 4Q161-165（イザヤ書註解）
- 4Q166-167（ホセア書註解）
- 4Q168 (ミカ書註解)
- 4Q169（ナホム書註解）
- 4Q174（詞華集、最後の日についてのミドラシュ）
- 4Q175（メシアの証言）
- 4Q179（哀歌） cf. 4Q501
- 4Q196-200（トビト書：アラム語）
- 4Q213-214（レビ文書：アラム語）
- 4Q215（ナフタリの遺訓）
- 4QCanta（雅歌註解） = 4Q240
- 4Q246（アラム語の黙示）
- 4Q252（創世記註解）
- 4Q258（共同体の規則（英語版）） cf. 1QSd
- 4Q265-273（ダマスコ文書） cf. 4QDa/g = 4Q266/272, 4QDa/e = 4Q266/270, 5Q12, 6Q15, 4Q265-73
- 4Q285（オランダ語版）（戦いの書（英語版）） cf. 11Q14
- 4QRPb（敷衍モーセ五書） = 4Q364
- 4QRPc（敷衍モーセ五書） = 4Q365
- 4QRPc（敷衍モーセ五書） = 4Q365a (= 4QTemple?)
- 4QRPd（敷衍モーセ五書） = 4Q366
- 4QRPe（敷衍モーセ五書） = 4Q367
- 4Q415-418（知恵文書）
- 4Q434（感謝の詩）
- 4QMMT（モーセ律法の解釈，ミクツァト・マアセ・ハトラーを略してMMTと称す。） cf. 4Q394-399
- 4Q400-407（安息日の犠牲奉納の歌） cf. 11Q5-6
- 4Q448（ヨナタン王のための賛歌）
- 4Q511（賢者の歌）
- 4Q521（メシアの黙示）
- 4Q523 未詳
- 4Q539（ヨセフの遺訓）
- 4Q554-5（新しきエルサレム） cf. 1Q32, 2Q24, 5Q15, 11Q18

### 第5・6洞窟
1952年に第4洞窟に続いて発見された。第5洞窟からは25の、第6洞窟からは31の文書の断片が見つかった。
- 5QDeut（申命記） = 5Q1
- 5QKgs（列王記上） = 5Q2[要出典]
- 5QIsa（イザヤ書） = 5Q3[要出典]
- 5QAmos（アモス書） = 5Q4[要出典]
- 5QPs（詩篇） = 5Q5[要出典]
- 5QLama（哀歌） = 5Q6[要出典]
- 5QLamb（哀歌） = 5Q7[要出典]
- 5QPhyl（未開封の聖句箱） = 5Q8[要出典]
- 5QapocrJosh or Toponyms（ヨシュアのアポクリフォン） = 5Q9[要出典]
- 5QapocrMal（マラキのアポクリフォン）= 5Q10
- 5QS（共同体の規則）= 5Q11
- 5QD（ダマスコ文書）= 5Q12
- 5QRule or Régle（規則）= 5Q13
- 5QCurses（呪いについて）= 5Q14
- 5QNJ（新しきエルサレム）= 5Q15
- 5Q16-24 未詳
- 5Q25 未分類
- 5QX1 皮の断片

- 6QpaleoGen（創世記 6:13-21：ヘブライ語古書体） = 6Q1
- 6QpaleoLev（レビ記 8:12-13：ヘブライ語古書体） = 6Q2
- 6Q3papDeut（申命記）= 6Q3
- 6QpapKgs（列王記）= 6Q4
- 6QpapPs（詩篇）= 6Q5
- 6QCant（雅歌） = 6Q6
- 6QpapDan（ダニエル書）=6Q7
- 6QpapEnGiants（エノク書より巨人の書） = 6Q8
- 6Qpap apSam-Kgs（サムエル書・列王記の外典） = 6Q9
- 6QpapProph（預言書の断片か？） = 6Q10
- 6QAllegory（葡萄の樹の寓意）= 6Q11
- 6QapocProph（外典預言書） = 6Q12
- 6QPriestProph（祭司の予言）= 6Q13
- 6QD（ダマスコ文書） = 6Q15
- 6QpapBened（祝福：パピルス） = 6Q16
- 6QCalDoc （暦）=6Q17
- pap6QHymn（詩篇）=6Q18
- 6Q Text Related to Genesis（創世記）
- 6QDeut(?)（申命記）=6Q20
- 6QfrgProph or 6Q Prophetic Text（預言書）=6Q21
- 6Q22-6QX2 未詳
- pap6QUnidA ar（ミカエルの言葉）=6Q23 cf. 4Q529
- 6QpapProv（箴言）= 6Q30[要出典]

### 第7・8・9洞窟

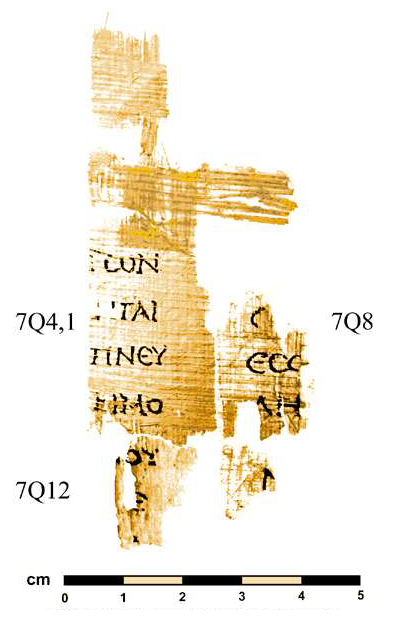
7Q12-ギリシア語エノク書

これらの洞窟もクムラン遺跡に近い。1957年に調査が行われたがわずかな断片のみ見つかった。第7洞窟からはギリシア語文書の断片のみ（エレミヤの手紙、ギリシア語エノク書）が、第8洞窟からは創世記など5つの断片が、ほかに壷やランプ、革靴の底などが見つかった。第9洞窟からは解読不能の小断片のみ。
- 7QLXXExod（七十人訳出エジプト記） = 7Q1
- 7QLXXEpJer（七十人訳エレミヤ書） = 7Q2
- 7Q3 聖書のテキスト？
- 7QpapEn gr（ギリシア語エノク書パピルス） = 7Q4, 8, 11-14
- 7Q5 聖書のテキスト？
- 7Q6, 7, 9, 10 未詳
- 7Q15-18 未詳
- 7Q19 印刷なし

- 8QGen（創世記） = 8Q1
- 8QPs（詩篇） = 8Q2
- 8QPhyl（経札の断片） = 8Q3
- 8QMez（申命記 10:12-11:21） = 8Q4
- 8QHymn（賛歌） = 8Q5
- 8QX1 札
- 8QX2-3 ひも

- 9Q 未詳：パピルス断片

### 第10洞窟
ここからは（オストラコンに使われたと思われる）小さな陶片が二つ見つかっただけである。
- 10Q1 陶片

### 第11洞窟
1956年に発見され21のテキストが発見された。その中でも特に『神殿の巻物』は死海文書の中でも最長で8.15mもある。
- 11QpaleoLeva（レビ記：ヘブライ語古書体） = 11Q1
- 11QpaleoLevb（レビ記：ヘブライ語古書体） = 11Q2
- 11QDeut（申命記） = 11Q3
- 11QEz（エゼキエル書） = 11Q4
- 11QPsa（詩篇） = 11Q5
- 11QPsb（詩篇） = 11Q6
- 11QPsc（詩篇） = 11Q7
- 11QPsd（詩篇） = 11Q8
- 11QPse（詩篇） = 11Q9
- 11QtgJob（ヨブ記のタルグム） = 11Q10
- 11QapocrPs（外典詩篇） = 11Q11
- 11QJub（ヨベル書） = 11Q12
- 11QMelch（メルキゼデク・テキスト） = 11Q13
- 11QSM（戦いの書（英語版）） = 11Q14. cf. 1QM?
- 11QHymnsa = 11Q15
- 11QHymnsb = 11Q16
- 11QShirShabb（安息日の犠牲奉献のための賛歌） = 11Q17
- 11QNJ ar（新しきエルサレム：アラム語） = 11Q18 cf. 1Q32, 2Q24
- 11QTa（神殿の巻物） = 11Q19
- 11QTb（神殿の巻物） = 11Q20
- 11Q21 ヘブライ語テキスト
- 11Q22-28 未詳
- 11Q29 教団規則関連
- 11Q30 未詳
- 11Q31 未詳
- XQ1-4 経札
- XQ5 断片
- XQ6 奉納物

## 内容
死海文書の内容は（内容が同定できないものを除けば）大きく三つのグループに分類される。それは「ヘブライ語聖書（旧約聖書）本文」、「旧約聖書外典・偽典」、そして「教団文書」と呼ばれるものである。以下に文書の一覧を示し、（断片からの再現を含めて）複数の巻物が含まれる場合はその本数を記す。
- ヘブライ語聖書（旧約聖書：エステル記とネヘミヤ記以外のすべてが含まれている。）
  - 創世記（15本）
  - 出エジプト記（17本）
  - レビ記（13本）
  - 民数記（8本）
  - 申命記（29本）
  - ヨシュア記（2本）
  - 士師記（3本）
  - サムエル記（4本）
  - 列王記（3本）
  - イザヤ書（21本）
  - エレミヤ書（6本）
  - エゼキエル書（6本）
  - 十二小預言書（8本）
  - 詩篇（36本）
  - 箴言（2本）
  - ヨブ記（4本）
  - 雅歌（4本）
  - ルツ記（4本）
  - 哀歌（4本）
  - コヘレトの言葉（3本）
  - ダニエル書（8本）
  - エズラ記（1本）
  - 歴代誌（1本）

これらの中には一つの巻物に複数の書をまとめたものも含まれている。
- 旧約聖書外典・偽典
  - トビト記
  - シラ書
  - エレミヤの手紙（バルク書6章）
  - 詩篇151
  - 第一エノク書
  - ヨベル書
  - 十二族長の遺訓
  - 外典創世記（創世記の内容をもとにした外典文書）

- 教団文書
  - ハバクク書註解 (1QpHab)
  - ナホム書註解 (4Q169)
  - 詩篇37の註解 (4Q171, 173)
  - 詩華集 (4Q174)
  - 証言 (4Q175)
  - メルキゼテク・テキスト (11QMelch)
  - 創世記註解 (4Q252)
  - ダマスコ文書（ツァドクの断片）
  - 共同体の規則（宗規要覧）
  - 感謝の詩篇（ホダヨート）
  - 神殿の巻物 (11QTemple)
  - 戦いの書（1QM、ミルハマー）
  - 新しいエルサレムに関するテキスト

- - 銅の巻物 (3Q15) … 第3洞窟で発見された二枚の丸まった銅板。銅板に刻まれた文字は、死海文書の中で唯一職業的書記の手によらないもので、各地の宝物の隠し場所が書かれている。

## 意義
死海文書の発見によって聖書テキストが、時代を経てどれほど変遷しているかを確認することができるようになった。死海文書以前に知られていた最古のヘブライ語写本は、925年頃書写されたと考えられるアレッポ写本（Aleppo Codex、モーセ五書を欠く。モーセ五書を含めれば最も古いのはレニングラード写本）であったので、最古の写本が一気に1,000年さかのぼったのである（ギリシア語テキストでは4世紀のバチカン写本 (Codex Vaticanus Graecus) とシナイ写本 (Codex Sinaiticus) が最古）。死海文書に含まれる聖書テキストを分析すると35%がマソラ本文と一致し、5%が七十人訳聖書の系統であり、5%がサマリア五書の系統に含まれるものである。残りはまったく独自の系統に属するものである。これによって当時のヘブライ語聖書の流動性が示され、第二神殿時代のユダヤ教の実情に光があてられた。
1996年版の『オックスフォード考古学ガイド』は死海文書について、
クムランで発見された聖書テキストは、エステル記とネヘミア書を除く全ての旧約聖書文書を含み、それまで知られていたどんな写本よりも圧倒的に古いテキストを研究者たちに提供した。死海文書の中のあるものはマソラ本文とほとんどと変わらないが、第4洞窟で見つかった出エジプト記やサムエル記などのテキストのように、マソラ本文との間に非常に大きな違いが見られるものもある。死海文書によってわかったことは、2,000年前のユダヤ教文書が現代の学者たちの想像以上に豊富なバリエーションを持っていたことということであり、それによって現代のヘブライ語聖書は歴史的には三つの源（マソラ本文、七十人訳聖書のオリジナルとなったヘブライ語聖書、サマリア五書（サマリア人共同体の伝えてきたモーセ五書））から発しているという広く定着していた仮説が覆されるに至った。現代の研究者たちは紀元100年ごろに行われたユダヤ教での聖書正典化作業以前ヘブライ語聖書の内容は非常に多様かつ流動的なものであったと認識している。

## 著者の推測

### クムラン教団・エッセネ派説

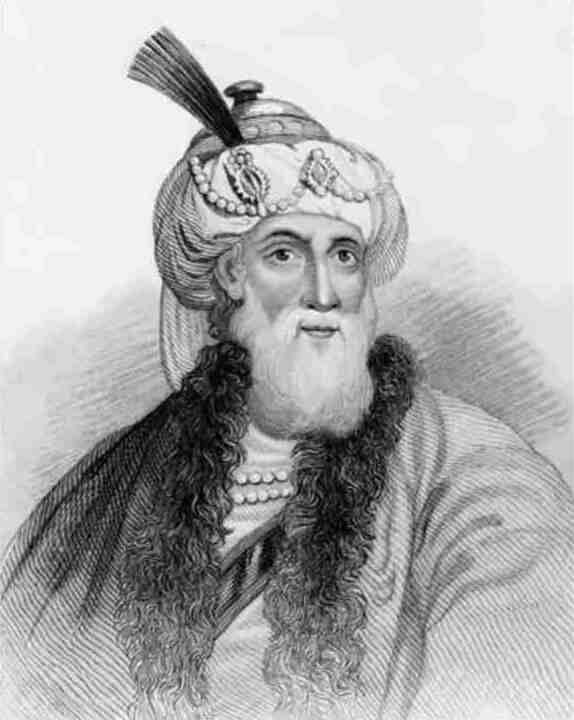
18世紀に描かれたヨセフス像

死海文書の著者が誰であるかについては諸説あるが、現在に至るまでもっともよく知られ、広く支持されてきた学説は、死海文書の著者をクムラン教団の人々と考え、クムラン教団を古代ユダヤ教のグループであるエッセネ派の共同体とみなす説である。文書が発見された最初期においてエレアザル・スケーニクはすでにエッセネ派と死海文書を結びつけて考えていたし、ロラン・ド・ヴォーとヨゼフ・ミリクはクムラン遺跡の発掘によって「クムラン教団＝エッセネ派＝死海文書の書き手」という説に至った。この説によれば、クムランに拠っていたエッセネ派の共同体によって死海文書が記され、ユダヤ戦争時の紀元66〜68年頃に戦火を避けるためにクムラン周辺の洞窟に隠されたとされる。クムラン遺跡では（1996年に見つかった二つの小さな陶片を例外として）一切の文書類が発見されていない。にもかかわらず「死海文書著者＝クムランのエッセネ派」という説が支持されてきたのは以下のような理由による。
まず第一に死海文書の共同体規則に書かれた入門者の受け入れの儀式が、フラヴィウス・ヨセフスが著作（『ユダヤ戦記』2巻）の中で言及するエッセネ派の入門式との共通点が多かったことがある。さらに共同体規則にメンバーが財産を共有すると書かれていることもヨセフスの描くエッセネ派の特徴と合致している。
第二に、ヒルベト・クムラン遺跡の部屋から二つのインクつぼと低い机が発掘され、この場所で写本の作成が行われていた可能性が示されたことがある。ド・ヴォーはその部屋を「写字室」と呼んだ。さらに発掘によってユダヤ人の使う儀式用の大きな浴槽（ミクヴェー）が発見されたこともクムラン遺跡の住人がユダヤ人であったことの証左と考えられた。
第三に1世紀のローマの著述家大プリニウスも著作（『自然誌』5.73）において、死海の北西岸にエッセネ派の共同体があったと述べている。このように多くの傍証を挙げることができる「死海文書の著者＝クムラン教団＝エッセネ派」説だが、反論も多い。

### クムラン教団・ユダヤ教分派説
死海文書の著者をクムラン教団と想定しながらもクムラン教団はエッセネ派ではないとみなす立場もある。この立場によれば、死海文書はエッセネ派ではない何らかのユダヤ教グループによって書かれたことになる。

### クムラン教団・サドカイ派説
クムラン教団の正体に関して近年もっとも注目された説が「クムラン教団＝サドカイ派」説である。ニューヨーク大学のローレンス・シフマン (Lawrence H. Schiffman) の提唱するこの説では、死海文書の著者はサドカイ派の祭司たちである。その証左として、シフマンは第四洞窟出土の4QMMT（トーラーの一部、ミクツァット・マアセ・ハトラーを略してMMTと称す）をあげる。彼は4QMMTこそサドカイ派の清浄・不浄規定そのものであるとし、死海文書に含まれる暦もまたサドカイ派の暦であるとしている。

### 第七洞窟の断片とキリスト教由来説

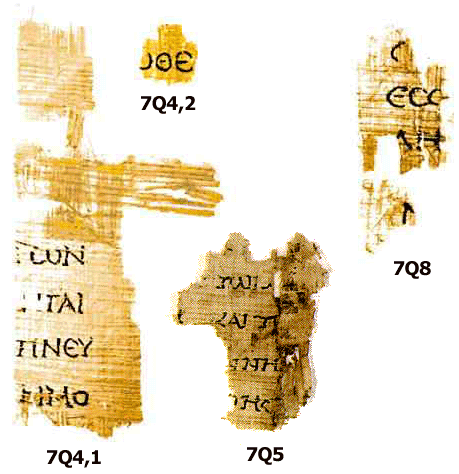
第七洞窟パピルス片

1972年、スペインのイエズス会士ヨセフ・オキャラハン (Josep O'Callaghan-Martínez) は第七洞窟から発見されたギリシア語の写本断片が新約聖書の一部であるという説を発表した。これはコンピュータによる本文検索システムによる参照によって、旧約聖書本文では比定不可能であった当該パピルス片を新約本文と対照することで偶然発見に至ったものである。しかし当初、ほとんどの死海文書の研究家たちは「あまりに断片の文章が短すぎて判断できない」として即座にこれに反論した。1980年にはアメリカのロバート・アイゼンマン (Robert Eisenman) がさらにその説を進めて、死海文書は初期キリスト教徒の手によるものであるという説を唱えた。アイゼンマンは死海文書の言及する「義の教師」とはイエス亡きあとのエルサレムのキリスト教徒を率いた大ヤコブのことであり、「悪の祭司」とはパウロのことであるとする。カール・ポパーは「断片7Q5とマルコによる福音書六章52-53節を同一と見なすことが、ただ一つ可能なものである」と、ドイツのカトリック学者フェルディナンド・ロールヒルシュの本件についての主張を支持している。

### エルサレム由来説
死海文書がクムランでなく、エルサレムで書かれたという立場をとる説もある。カール・ハインリヒ・レングストルフ (Karl Heinrich Rengstorf) が初めてこの説を唱え、エルサレムで書かれた文書群がローマ人の攻撃を避けるため、クムラン周辺に持ち出されて隠されたと考えた。後にシカゴ大学のノーマン・ゴルブ (Norman Golb) もこれを支持し、エルサレム神殿だけでなく、エルサレムの複数のグループによって書かれた文書群が運ばれたとする。この説の傍証として、提唱者たちは死海文書は思想的に幅が広く、多くの筆記者の手によっていること（死海文書の文字の分析から最大750名もの筆記者の可能性が想定されている）をあげる。

## 偽物の断片
2020年、アメリカの聖書博物館は、所蔵していた16の断片がすべて偽物であると判定した。死海文書の多くが羊皮紙に書かれているのに対し、同館所蔵の断片には皮革が使用されていたうえ、文字に現代のインクが用いられており、それが乾燥する前に死海文書が発見された付近の鉱物を振りかける細工が施されていたという。

## 日本語での参考文献
- ゲザ・ヴェルメシ（英語版）著、守屋彰夫訳、『解き明かされた死海文書』、青土社、2011年、ISBN 978-4-7917-6614-7
- 和田幹男、『死海文書　聖書誕生の謎』（ベスト新書313）、KKベストセラーズ、2010年、ISBN 978-4-584-12313-3
- ジャン・バッティスト・アンベール著、遠藤ゆかり訳、『死海文書入門』（知の再発見叢書134）、創元社、2007年、ISBN 9784422211947
- ジェームズ・ヴァンダーカム著、秦剛平訳、『死海文書のすべて』、青土社、2005年、ISBN 4-7917-6172-3
- フィリップ・デイヴィス著、池田裕訳、『ビジュアル版死海文書大百科』、東洋書林、2003年、ISBN 4-88721-634-3
- エドワード M. クック著、太田修司・湯川郁子共訳、『死海文書の謎を解く』、講談社、2002年、ISBN 4764266105
- エドマンド・ウィルソン著、桂田重利訳、『死海文書 発見と論争1947-1969』、みすず書房、1995、ISBN 978-4622001812
- ノーマン・ゴルブ著、前田啓子訳、『死海文書は誰が書いたか?』、翔泳社、1998年、ISBN 4-88135-591-0
- 土岐健治、『はじめての死海写本』（講談社現代新書）講談社、2003年、ISBN 978-4061496934
- O.ベッツ、R.リースナー著、清水 宏訳、『死海文書-その真実と悲惨』、リトン、1995年、ISBN 978-4947668141